# Beechcraft Travel Air
Beechcraft Travel Air — американский лёгкий двухмоторный самолёт общего назначения. Разработан предприятием Beechcraft на основе модели Beechcraft Bonanza. Серийно выпускался с 1958 по 1968 годы. Выпущено 720 самолётов. Среди самолётов компании занимал промежуточное место между одномоторным Model 35 Bonanza и более тяжелым Model 50 Twin-Bonanza. Изначально и до конца 1956 года назывался Badger, впоследствии переименован из-за того, что «бэджером» уже называли Ту-16.

## Разработка самолёта
Для создания модели Travel Air был использован фюзеляж от G-35 Bonanza и хвостовое оперение от T-34 Mentor. Первый полёт выполнен в 1956 г. Первые производственные серии комплектовались двигателями Lycoming O-360 мощностью 180 л. с., впоследствии — двигателями с инжектором.

## Модификации
- Model 95 — первая производственная серия, выпуск 1958—1959 гг (173 и 128 машин соответственно).
- Model B95/B95A — модификация с удлинённым фюзеляжем, изменённой конфигурацией хвостового оперения, увеличенным взлётным весом. Строилась в 1960, выпущено 150 самолётов. Model B95A (1961—1962 гг), отличалась инжекторным двигателем Lycoming IO-360-B1A. Построен 81 самолёт.
- Model D95 (строилась в 1963—1967, построено 174 самолёта) отличалась в основном изменённым дизайном кабины.
- Model E95 отличалась цельным ветровым стеклом и незначительными конструктивными изменениями. Построено 14 самолётов в 1968 году.

## Лётно-технические характеристики (D95A)
Экипаж: 1
Пассажировместимость: 4
Длина: 7.90 м
Размах крыльев: 11.53 м
Высота 2.90 м
Вес (пустой): 1,159 кг
Максимальный взлётный вес 1,905 кг
Силовая установка: 2× Lycoming IO-360-B1B, поршневые 4-цилиндровые воздушного охлаждения, мощность 180 л.с каждый.
Максимальная скорость 338 км/ч на уровне моря
Крейсерская скорость 314 км/ч (режим двигателя 65 % на высоте 3,350 м)
Скорость сваливания: 113 км/ч (шасси и закрылки выпущены)
Дальность: до 1880 км
Практический потолок: 5,500 м